# Mercedes González Fernández
María de las Mercedes González Fernández (Madrid, 2 de junio de 1975) es una periodista y política española, directora general de la Guardia Civil desde 2024, cargo que ya había desempeñado brevemente en 2023. Asimismo, también es secretaria general del PSOE en la ciudad de Madrid desde 2021 hasta abril de 2025.
Por otra parte, también ha ejercido como delegada del Gobierno en la Comunidad de Madrid entre 2021 y 2023, y concejal del Ayuntamiento de Madrid de 2015 a 2021.

## Biografía
Nacida en 1975 en Madrid, se licenció en Periodismo por la Universidad CEU San Pablo, cursando másteres en la Universidad Complutense de Madrid y en la Universidad George Washington.
Antes de su elección como concejala trabajó para el Ayuntamiento de Madrid, para la Federación Española de Municipios y Provincias, para la Asamblea de Madrid y para el Ministerio de Política Territorial.
Secretaria general de la Agrupación Socialista en el distrito madrileño de Barajas, fue incluida en el cuarto puesto de la lista del PSOE para las elecciones municipales de 2015 en Madrid, encabezada por Antonio Miguel Carmona, y resultó elegida concejal. Durante la corporación 2015-2019 ejerció de portavoz del Grupo Municipal Socialista en la comisión del Área de Gobierno de Desarrollo Urbano Sostenible.
En las elecciones municipales de 2019 en Madrid ocupó el segundo puesto en la lista encabezada por Pepu Hernández.
En marzo de 2021 fue nombrada delegada del Gobierno en la Comunidad de Madrid, sustituyendo a José Manuel Franco.
En marzo de 2023 el ministro Fernando Grande-Marlaska la eligió para ocupar la titularidad de la Dirección General de la Guardia Civil tras la dimisión de María Gámez Gámez. Dejó el cargo en junio del mismo año para presentarse a las elecciones generales.
Posteriormente, renunció a su escaño en septiembre de 2024 tras ser nombrada nuevamente directora general del Instituto armado, por dimisión de su predecesor.

## Cargos desempeñados
- Concejala del Ayuntamiento de Madrid (2015-2021)
- Delegada del Gobierno en la Comunidad de Madrid (desde 2021)
- Secretaria general del PSOE en la ciudad de Madrid (desde 2021)
- Directora general de la Guardia Civil (en 2023 y desde 2024)